# Asioryctitheria
Asioryctitheria («азійські звірі, що риють») — вимерлий ряд ранніх евтерієвих, що жили в крейдяному періоді.